# زین فران
زین فران (عربی: زين العابدين غسان فران؛ زادهٔ ۲۱ ژوئیهٔ ۱۹۹۹) بازیکن فوتبال اهل لبنان است.
وی همچنین در تیم‌های ملی فوتبال زیر ۲۳ سال لبنان و لبنان بازی کرده‌است.